# إبراهيم الشهوان
إبراهيم الشهوان مواليد 30 يوليو 1995 في السعودية، هو لاعب كرة قدم سعودي يلعب في نادي البدائع .
مثل نادي الرائد في الفئات السنية و أعاره نادي الرائد إلى نادي الوطني عام 2016 و وقع مع نادي البدائع مطلع عام 2018 .